# Ференц Вейнгард
Ференц Вейнгард, Вермеш (угор. Weinhardt Ferenc, Vermes, нар. 26 серпня 1903, Сомбатгей — пом. 8 жовтня 1980, там само) — угорський футболіст, що грав на позиції  воротаря. Відомий виступами за клуб «Шабарія», а також національну збірну Угорщини. 

## Кар'єра гравця
Виступав у клубі «Сомбатгей» що в першій половині 20-х років грав у західній угорській лізі. Угорська першість була поділена регіональні ліги. Найсильнішим був чемпіонат Будапешту і його околиць, де виступали провідні команди країни і найкращі гравці. Переможці ж регіональних ліг, по завершенні регулярного сезону, за олімпійською системою визначали найкращого, а вже переможець цього турніру міг зіграти з переможцем Будапешту за звання чемпіона всієї Угорщини.
«Сомбатгей» з Хольцбауером у складі двічі ставала переможцем фінального плей-офф. В 1923 році команда обіграла «Діошдьйор-Вашдярі» (3:1), «Дебрецен» (2:1) і «Кечкеметі» (7:0). У національному фіналі «Шабарія» поступилась лідеру тогочасного угорського футболу – МТК  – 0:2.  У 1924 році клуб переміг «Вац» (6:0) і «Діошдьйор-Вашдярі» (1:0). Зустріч у фіналі з тим-таки МТК принесла нічию 1:1 і поразку 0:3 у переграванні. 
З введенням професіоналізму в 1926 році «Сомбатгей» потрапив до 1 угорського дивізіону, тоді ж команда змінила назву на «Шабарія». В сезонах 1926-27 і 1927-28 клуб посідав четверте місце – найвище в своїй історії. 
19 липня 1925 року дебютував в офіційних матчах у складі національної збірної Угорщини в грі проти збірної Польщі (2:0). Всього зіграв за національну команду 10 матчів у період з 1925 по 1929 рік. Брав участь в матчах першого розіграшу Кубка Центральної Європи, турніру, що традиційно проводився між збірними Італії,  Австрії,  Швейцарії, Чехословаччини,  Угорщини.
Характеризується, як високий, з гарною статурою воротар, що мав хорошу реакцію і стрибучість. Грав дуже сміливо і вважався майстром відбиття пенальті. 

## Статистика виступів за збірну
| Дата       | Місто    | Господарі      | Результат | Гості          | Турнір                   | Голи | Примітки |
| ---------- | -------- | -------------- | --------- | -------------- | ------------------------ | ---- | -------- |
| 19/07/1925 | Краків   | Польща         | 0 – 2     | Угорщина       | товариський матч         | -    |          |
| 19/09/1926 | Відень   | Австрія        | 2 – 3     | Угорщина       | товариський матч         | -    |          |
| 14/11/1926 | Будапешт | Угорщина       | 3 – 1     | Швеція         | товариський матч         | -    |          |
| 19/12/1926 | Віго     | Іспанія        | 4 – 2     | Угорщина       | товариський матч         | -    |          |
| 26/12/1926 | Порту    | Португалія     | 3 – 3     | Угорщина       | товариський матч         | -    |          |
| 24/04/1927 | Прага    | Чехословаччина | 4 – 1     | Угорщина       | товариський матч         | -    |          |
| 12/06/1927 | Будапешт | Угорщина       | 13 – 1    | Франція        | товариський матч         | -    |          |
| 25/09/1927 | Будапешт | Угорщина       | 5 – 3     | Австрія        | Кубок Центральної Європи | -    |          |
| 22/04/1928 | Будапешт | Угорщина       | 2 – 0     | Чехословаччина | Кубок Центральної Європи | -    |          |
| 05/05/1929 | Відень   | Австрія        | 2 – 2     | Угорщина       | товариський матч         | -    |          |
| Усього     |          | Матчів         | 10        |                | Голів                    | 0    |          |